# دی‌ای‌ان ۰۲۵۵–۴۷۰۰
دی‌ای‌ان ۰۲۵۵–۴۷۰۰ یک ستاره است که در صورت فلکی جوی قرار دارد.